# 劍湖山世界
劍湖山世界（英語：Janfusun Fancyworld）是位於臺灣雲林縣古坑鄉永光村劍湖附近的主題樂園，通稱劍湖山，綜合「休閒、遊樂、文化、科技」四大功能。園區佔地面積60多公頃，主要大型熱門活動常見為痛車，為嘉義耐斯企業旗下之大型遊樂園。和義大世界、六福村、九族文化村並稱臺灣遊樂園的「一三六九」。

## 歷史沿革
- 1986年8月，由於耐斯企業創辦人陳鏡村的夢想，在雲林縣古坑鄉永光村大湖口一處荒山野地蓬勃而起了一座遊樂世界。
- 1988年2月，「劍湖山景觀花園」對外開放營業，董事長陳鏡村，總經理吳新敬。
- 1990年8月，改名為「劍湖山世界」。
- 1990年11月，世界最大室內音樂噴泉「彩虹劇場」開幕。
- 1993年4月，台灣電視公司綜藝節目《彩虹假期》開播，李典勇擔任製作人，沈玉琳擔任導演兼主題曲作曲，高凌風、賀一航、馬世莉主持。節目固定於劍湖山世界彩虹劇場現場錄影且開放遊客進場，是台灣電視史上首見固定於遊樂園劇場錄影的大型綜藝節目。
- 1993年8月，全面實施門票一票玩到底。
- 1995年春節，「耐斯影城」開幕。
- 1995年7月，總經理吳新敬離職，資深電視節目製作人游國謙接任總經理。
- 1996年，固定於彩虹劇場錄影之節目《彩虹假期》停播，末代主持為檢場、黃韻玲。
- 1999年6月，通過ISO 9002認證。
- 2002年8月，劍湖山王子大飯店（現為劍湖山渡假大飯店）開幕。
- 2002年8月，夜間遊憩公園「劍湖山園外園」開幕。
- 2006年~2013年，連七年榮獲《壹週刊》「服務第壹大獎」第1。
- 2012年10月，《遠見雜誌》「服務調查」第1。
- 2013年1月，以《北海小英雄》的故事背景及主角營造出異國風情，打造全亞洲首座維京海盜主題園區「小威の海盜村」。
- 2013年3月，劍湖山王子大飯店經交通部觀光局評定為五星級旅館。
- 2014年2月，跨足動漫產業，開啟卡通授權事業，取得《北海小英雄》及《小天使》授權。
- 2016年11月，劍湖山王子大飯店經交通部觀光局評定為五星級旅館，同時也是雲林地區第一家五星級旅館。
- 2018年12月5日，為強化品牌形象並建立統一識別，劍湖山王子大飯店更名為「劍湖山渡假大飯店」。

## 園區
園區內遊樂設施有摩天廣場、兒童玩國、小威的海盜村水樂園、耐斯影城、彩虹劇場、劍湖山博物館、咖啡博覽館等。在兒童玩國及小威的海盜村亦設有表演舞台。1993年，臺灣電視公司綜藝節目《彩虹假期》在彩虹劇場錄影，打開劍湖山世界知名度。2010年，由阿Ken、納豆拍攝的劍湖山廣告十八銅人篇，徹底顛覆以前劍湖山的行銷廣告印象。

### 設施
摩天樂園
- 彩虹劇場
- 驚嚇列車
- 飛天潛艇G5（英语：Diving Machine G5）
- 叢林溜滑梯
- 海神號
- 天女散花
- 擎天飛梭
- 迴旋磁場
- 幸福摩天輪（每年跨年煙火主角）
- 狂飆飛碟
- 衝瘋飛車（英语：Crazy Coaster）

## 園外園
劍湖山世界園外園主打夜間活動和購物中心。

## 吉祥物
- KuKu
- KiKi
- DoDo
- BoBo
- CaCa
- FeFe

## 園區活動

### 跨年晚會
| 2025年7月3日 11:45:01（UTC+8）– |

## 相關企業
- 王子大飯店 (台灣)
- 耐斯廣場
- 愛之味(臺證所：1217)
- 台灣第一生化科技
- 雷虎科技(臺證所：8033)
- 劍湖山世界網路商城
- 松田崗創意生活農莊